# Lobelia guatemalensis
Lobelia guatemalensis är en klockväxtart som först beskrevs av Benjamin Lincoln Robinson och John Donnell Smith, och fick sitt nu gällande namn av Robert Lynch Wilbur. Lobelia guatemalensis ingår i släktet lobelior, och familjen klockväxter. Inga underarter finns listade i Catalogue of Life.